# Runenstein von Sal

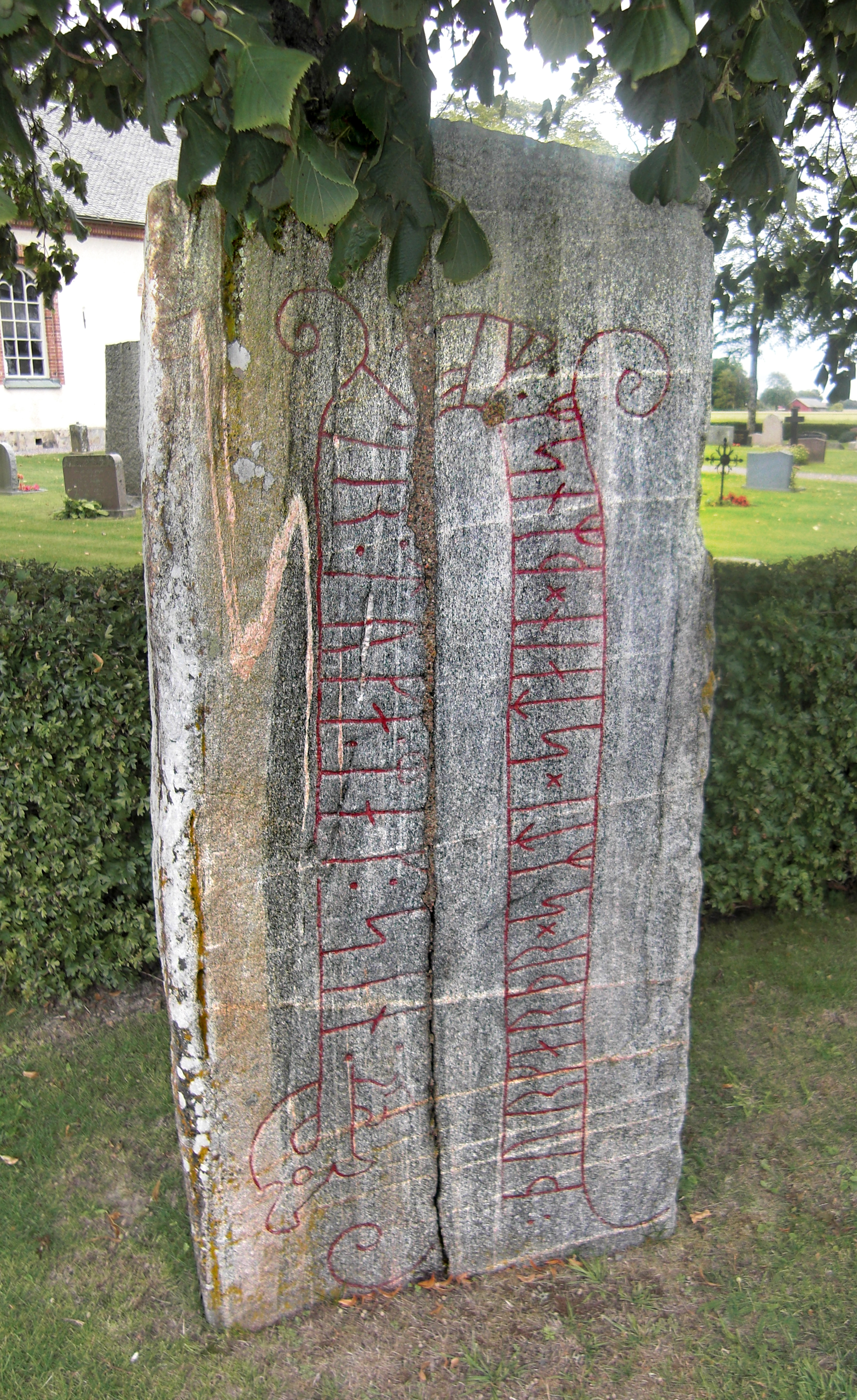
Runenstein von Sal

Der Runenstein von Sal (schwedisch Salsten; Samnordisk runtextdatabas Vg 104) ist ein Runenstein aus Gneis, der an der südwestlichen Ecke des Friedhofs der Sals kyrka nordwestlich von Grästorp in Västergötland in Schweden steht.
Der etwa 2,0 m hohe Stein aus der Wikingerzeit (980–1050 n. Chr.) wurde im Fundament der 1881 abgerissenen alten Kirche gefunden. Anschließend wurde er in zwei Teile geteilt. Nach der Restaurierung im Jahre 1936 wurde der Stein an seinem heutigen Standort aufgestellt. Die Inschrift im jüngeren Futhark lautet:
„Torgård (oder Torgärd) hat diesen Stein nach seiner Frau Toke gesetzt.“

## Siehe auch

Salstenen
Yr-rune
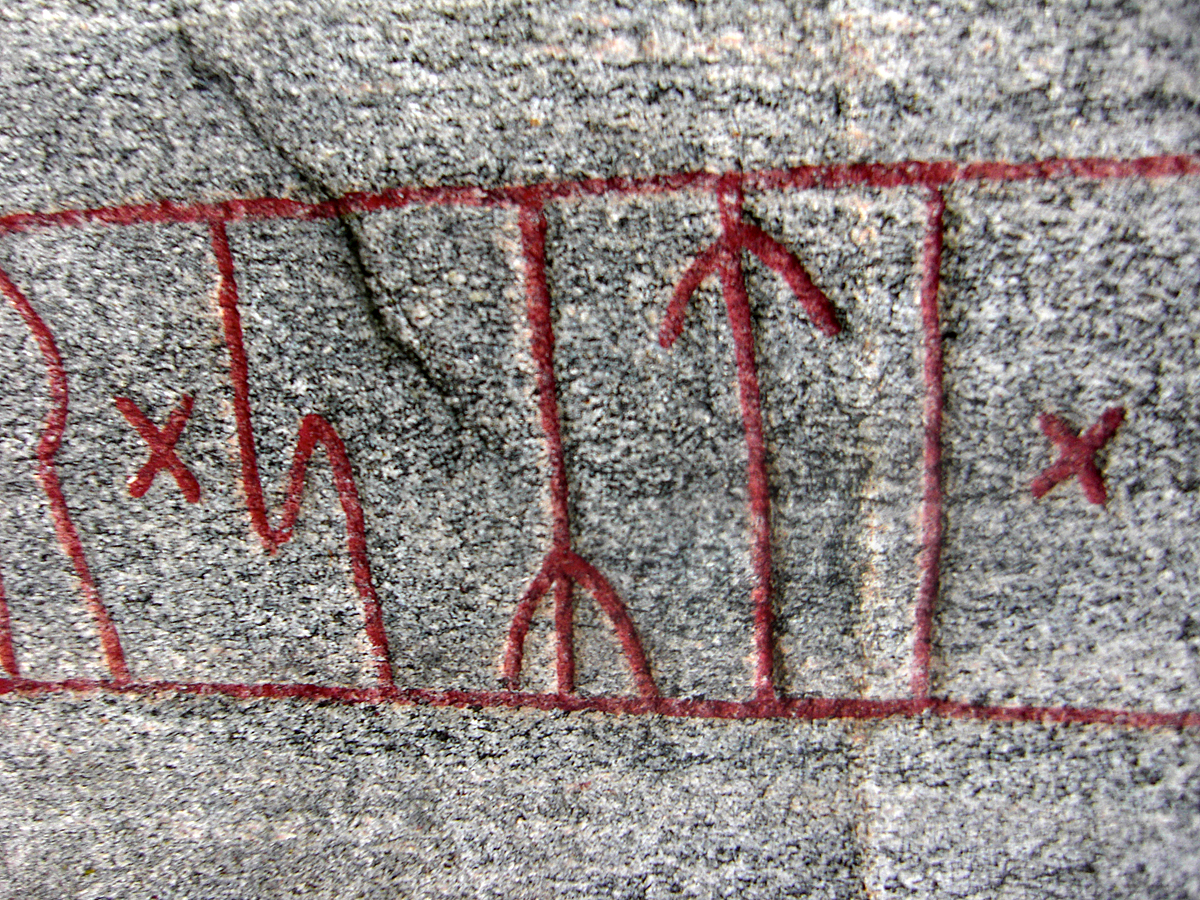
Yr-rune – mittig
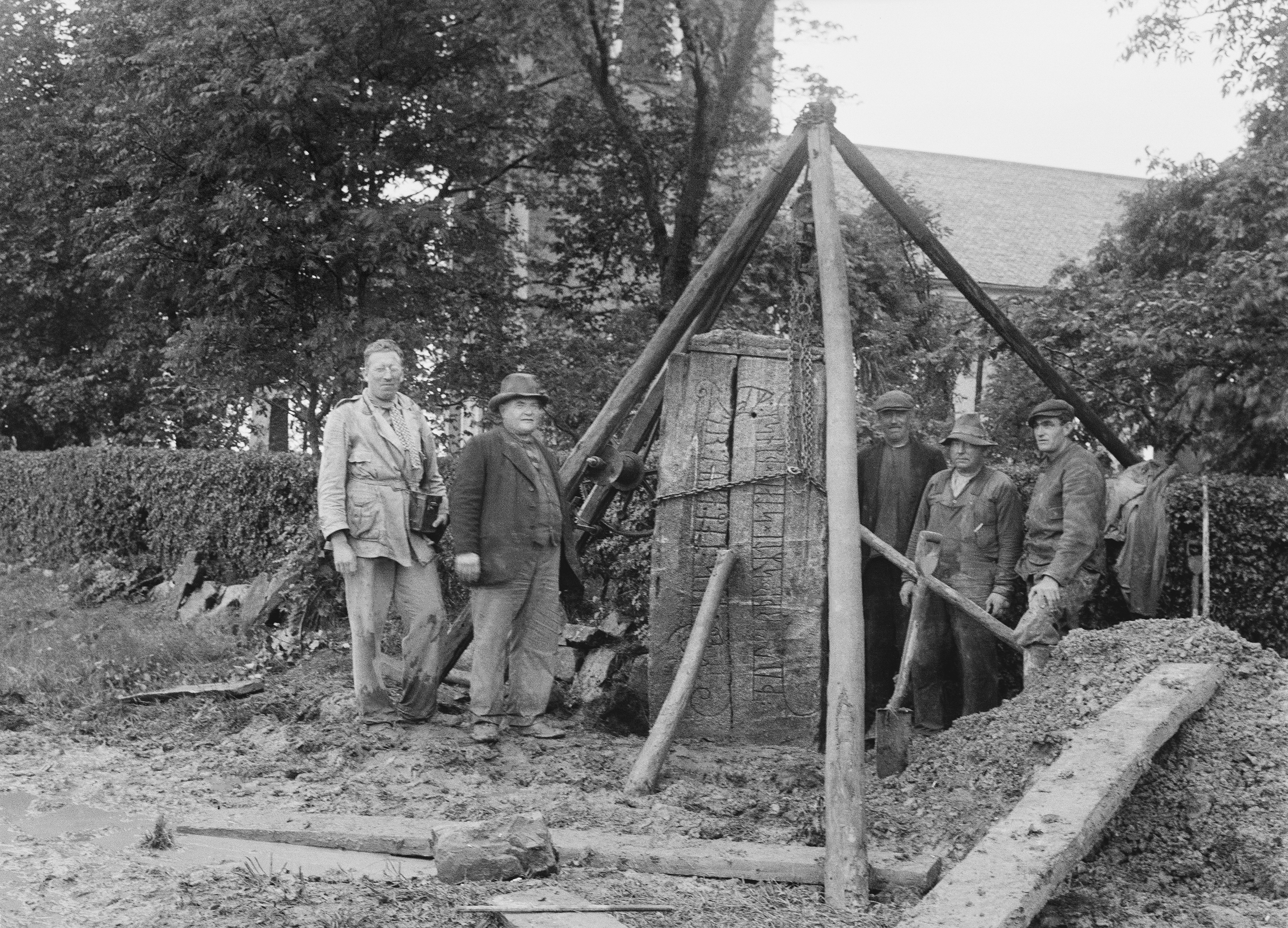
Aufstellung 1936
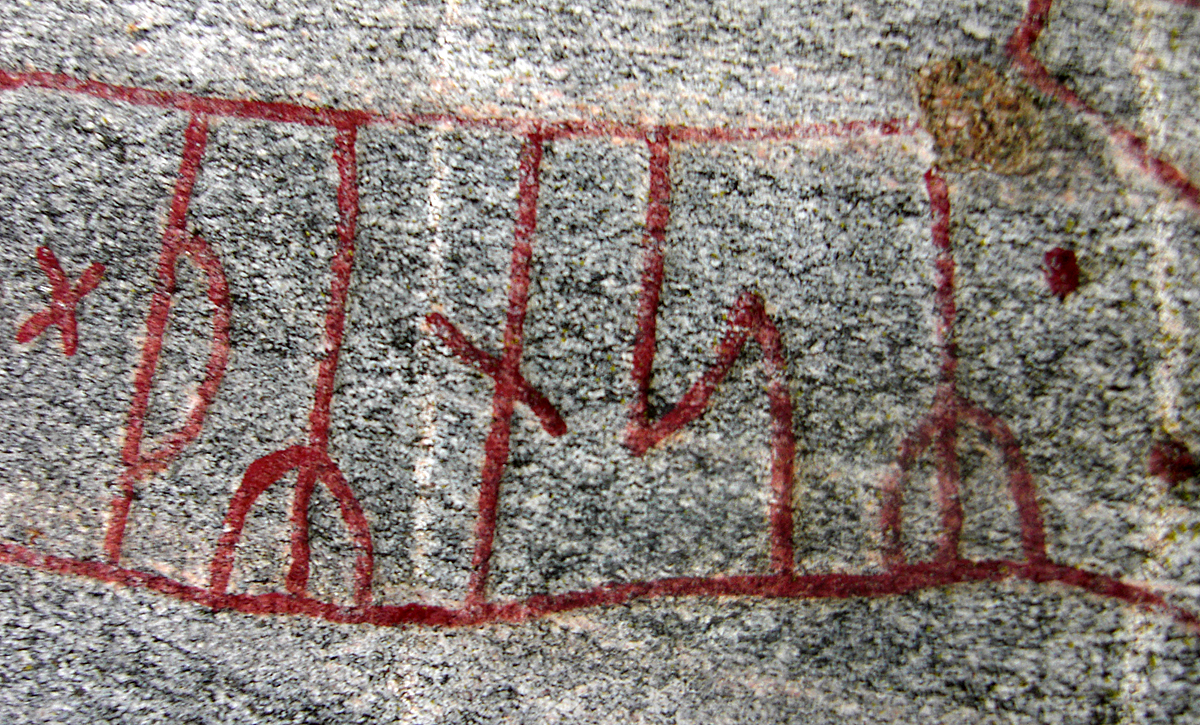
Yr-rune – links und rechts